# 1989 SU
1989 SU är en asteroid i huvudbältet som upptäcktes den 29 september 1989 av de båda japanska astronomerna Seiji Ueda och Hiroshi Kaneda i Kushiro.